# Sainte-Hélène (Gironde)
 Sainte-Hélène egy francia település Gironde megyében az Aquitania régióban. Lakosainak száma 3068 fő (2022. január 1.).

## Földrajz
Sainte-Hélène Listrac-Médoc, Brach, Castelnau-de-Médoc, Lacanau, Moulis-en-Médoc, Salaunes, Saumos és Le Temple községekkel határos.

## Adminisztráció
Polgármesterek:
- 1977–2014 Yves Lecaudey
- 1914–2020 Allain Camedescasse

## Demográfia
| Lakosok száma | 1052 | 1436 | 1608 | 2334 | 2641 | 2732 | 2797 | 2838 | 2939 | 3068 |
|               | 1968 | 1982 | 1990 | 2006 | 2013 | 2015 | 2017 | 2019 | 2020 | 2022 |

## Látnivalók
- Sainte-Hélène templom